# Кишинёвский зоопарк
Муниципальное предприятие «Кишинёвский зоопарк» (рум. Grădina Zoologică din Chișinău) — зоопарк в Кишинёве, столице Молдавии. Расположен на юго-восточной окраине города, в секторе Ботаника.  Площадь — около 25 га.

## История
Кишинёвский зоопарк был открыт 9 мая 1978 года местными органами власти города Кишинёв. До этого момента понаблюдать за дикими животными и птицами в Кишинёве можно было только в передвижных зверинцах, иногда приезжавших в столицу МССР и функционировавших в течение короткого времени.
В научно-методическом плане деятельность Кишинёвского зоопарка согласована с Академией Наук и с Министерством Окружающей Среды Республики Молдова.
Со временем территория зоопарка была расширена с 8 до 25 га, были построены новые вольеры для животных. В начале своей деятельности коллекция насчитывала 60 видов животных.
В настоящее коллекция кишинёвского зоопарка насчитывает 1180 экземпляров, которые представляют 136 видов фауны со всех концов мира, за исключением Антарктиды. В экспозиции присутствуют редкие животные, включая тех, которые находятся на грани исчезновения и занесены в Международную Красную Книгу (европейский муфлон, бенгальский тигр, гималайский тур, винторогий козёл, кудрявый пеликан и др.). В коллекции также есть представители фауны, занесённые в Красную Книгу Республики Молдова (степной орёл, лебедь-шипун, лебедь-кликун и др.).
Кишинёвский зоопарк является единственным профильным учреждением в Республике Молдова.

## Коллекция

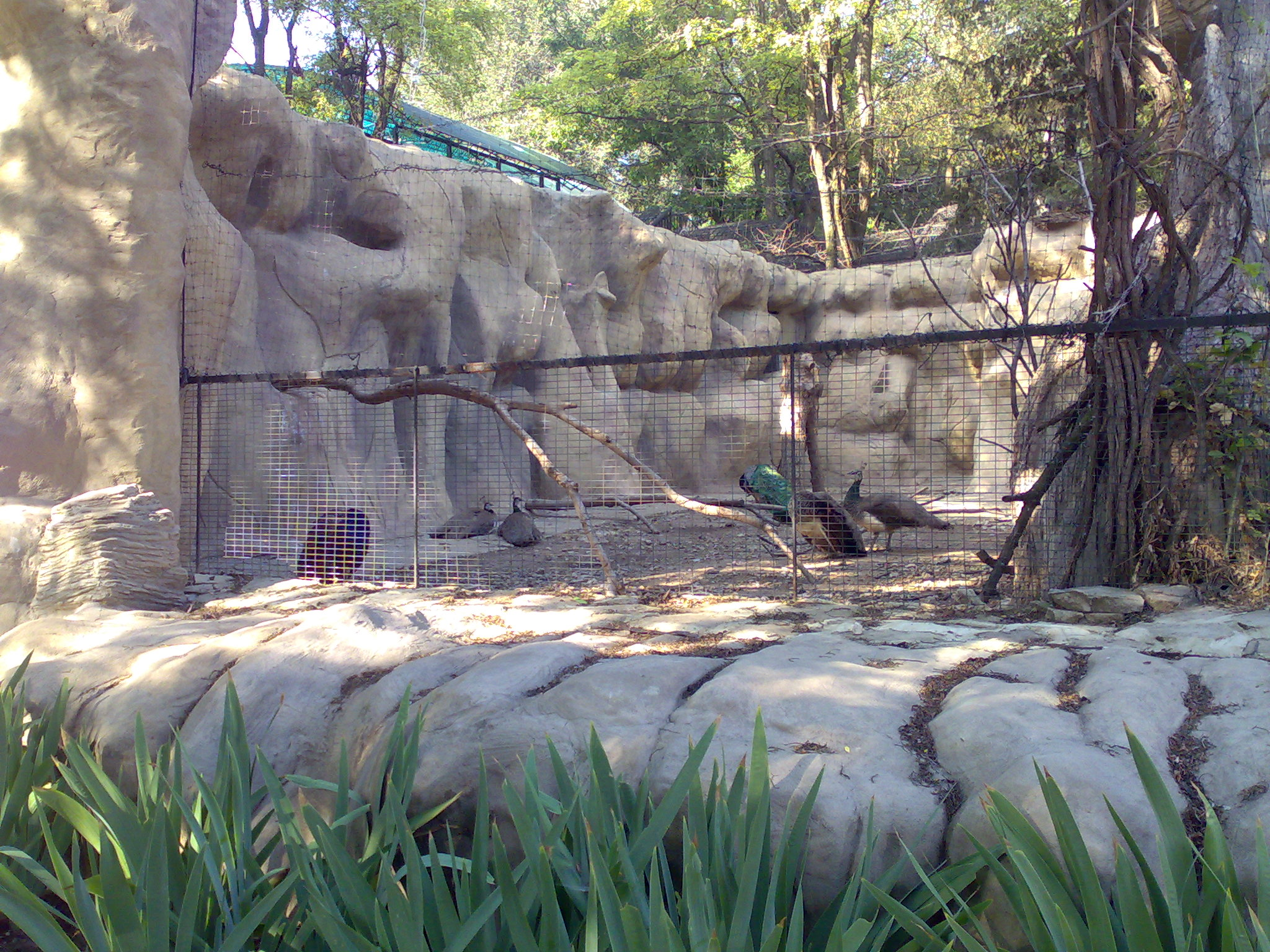
Уголок кишинёвского зоопарка

Всего: 136 видов, 1180 экз.; из них размножалось — 22 вида.